# Camberley
Camberley – miasto w Wielkiej Brytanii, w Anglii, w regionie South East England, w hrabstwie Surrey. W 2001 miasto to zamieszkiwało 30 155 osób.
W tym mieście ma swą siedzibę klub piłkarski Camberley Town F.C.